# Les Abymes
Les Abymes is een stad en gemeente in het Franse departement Guadeloupe op het eiland Grande-Terre, en telt 53.514 inwoners (2019). De oppervlakte bedraagt 81,25 km². Het bevindt zich 5 km ten noordoosten van Pointe-à-Pitre.

## Overzicht
Het was een moerasachtig gebied. In 1691 werd de eerste nederzetting gesticht bestaande uit een paar huizen en een suikerrietplantage. De hoofdplaats Les Abymes was in 1756 gesticht als Vieux-Bourg. De luchthaven Pointe-à-Pitre Le Raizet, de belangrijkste internationale luchthaven van Guadeloupe, bevindt zich in de gemeente. Tegenwoordig is Les Abymes een onderdeel van de agglomeratie van Pointe-à-Pitre.

## Geboren
- Jocelyn Angloma (7 augustus 1965), voetballer
- Pegguy Arphexad (18 mei 1973), voetbalkeeper
- Christine Arron (13 september 1973), sprintster
- Fritz Emeran (28 maart 1976), voetballer
- Kery James (28 december 1977), rapper
- Pascal Chimbonda (21 februari 1979), voetballer
- Nathalie Dechy (21 februari 1979), tennisspeelster
- Ronald Zubar (20 september 1985), voetballer
- Thomas Phibel (31 mei 1986), voetballer
- Teddy Riner (7 april 1989), judoka
- Wylan Cyprien (28 januari 1995), voetballer
- Marcus Coco (24 juni 1996), voetballer
- Jeanuël Belocian (17 februari 2005), voetballer

## Galerij

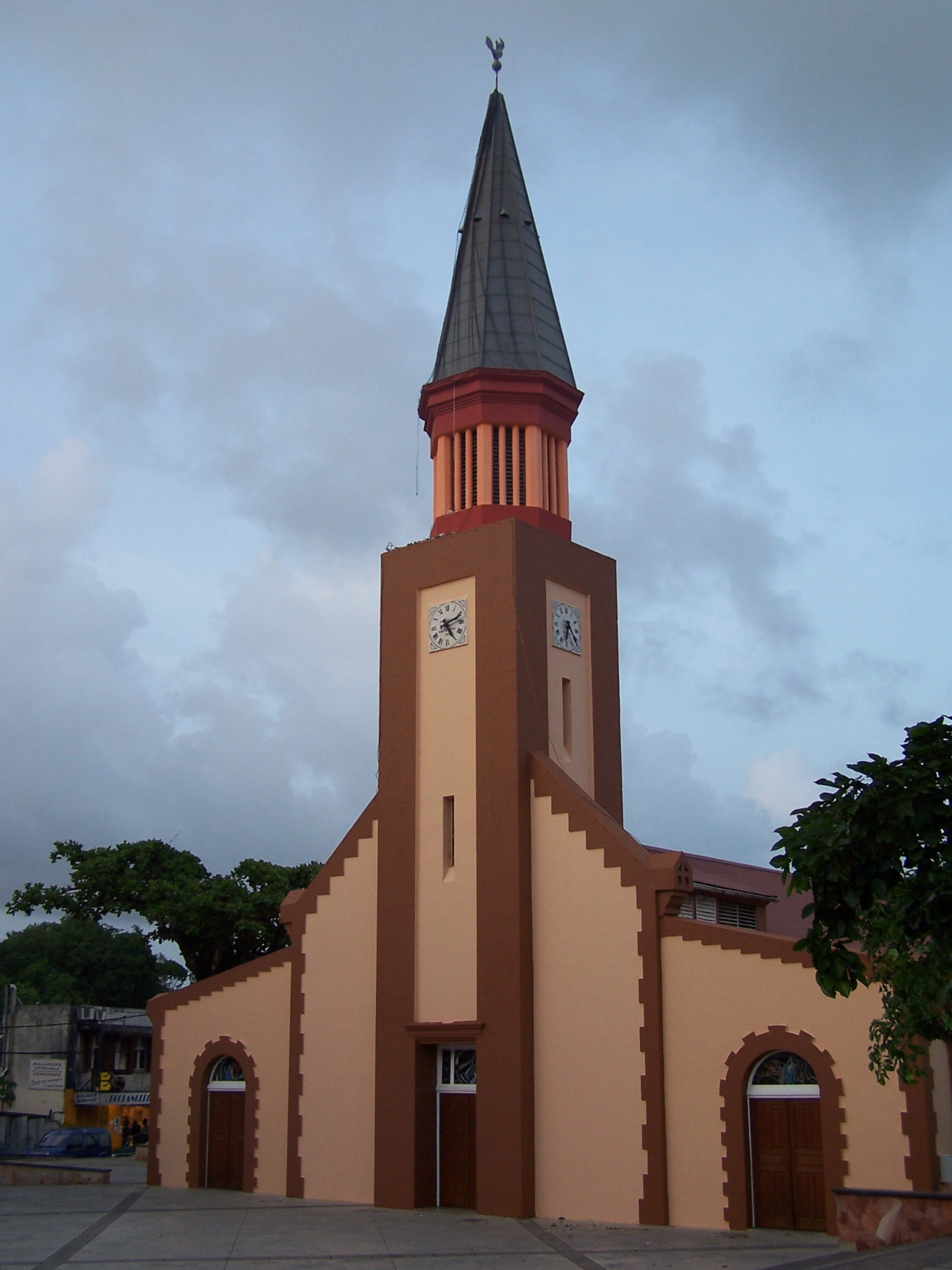
Onze-Lieve-Vrouw-Onbevlekt-Ontvangenkerk
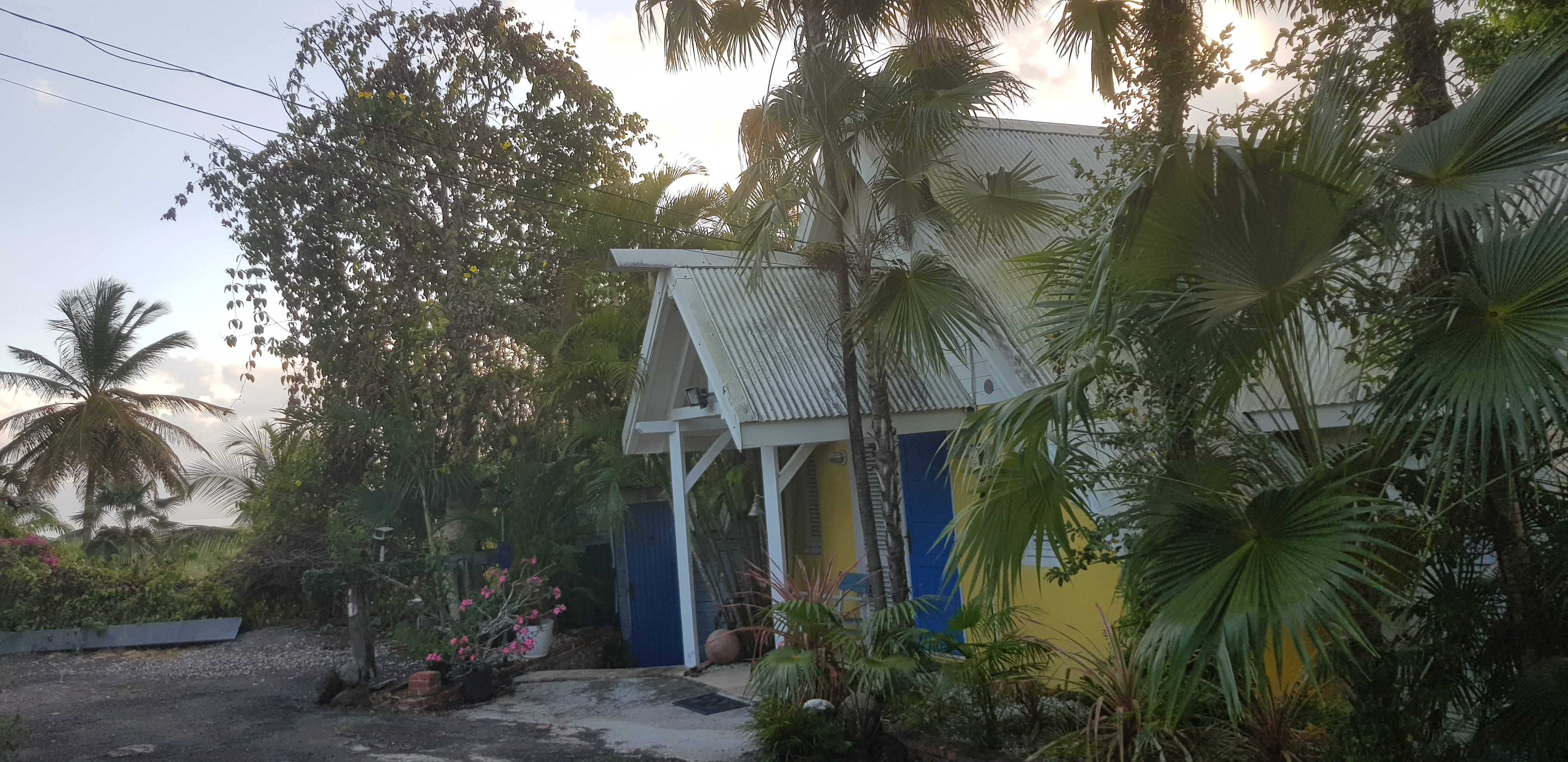
Maison Petrelluzzi
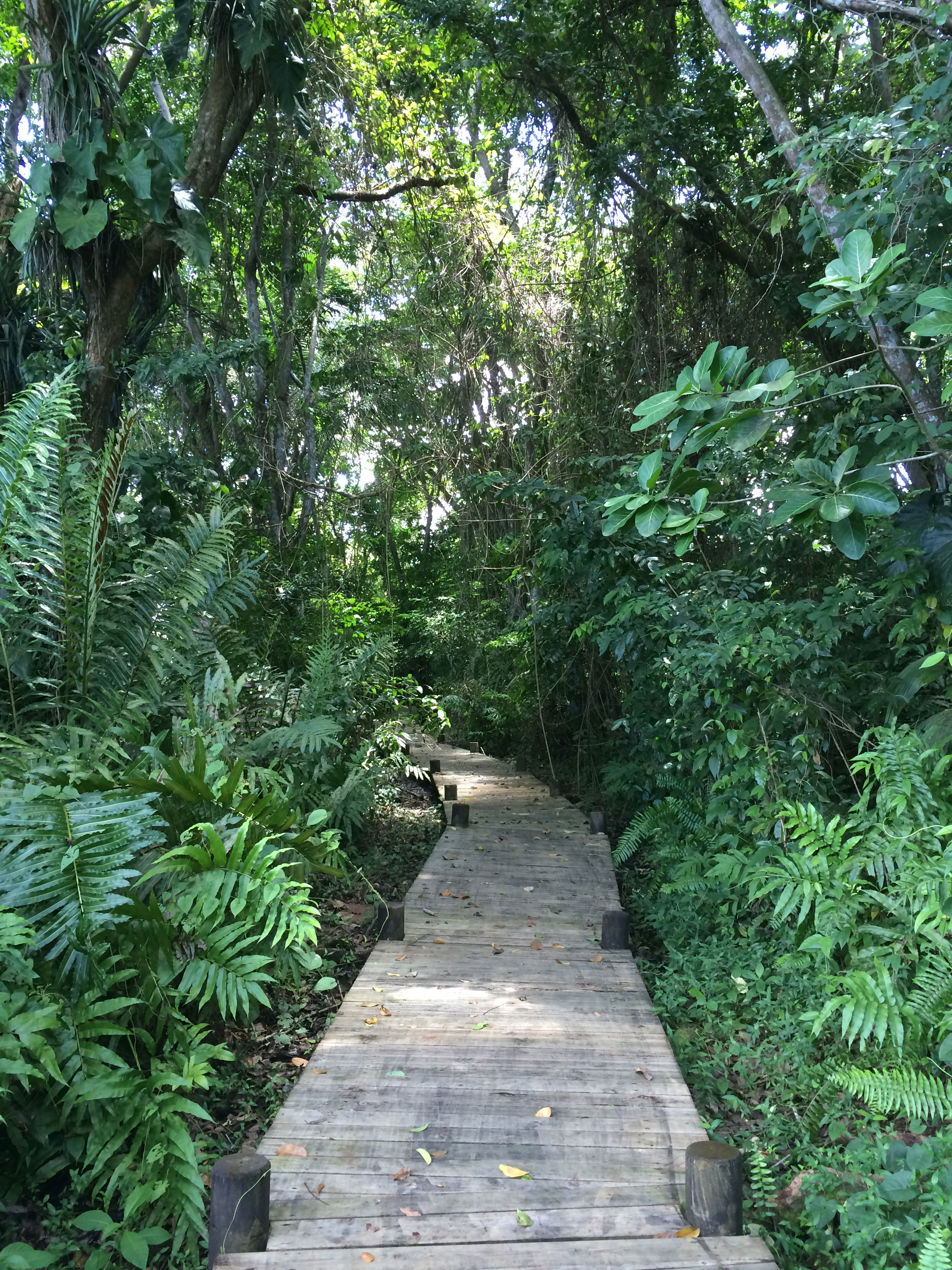
Pad door de mangrovebossen
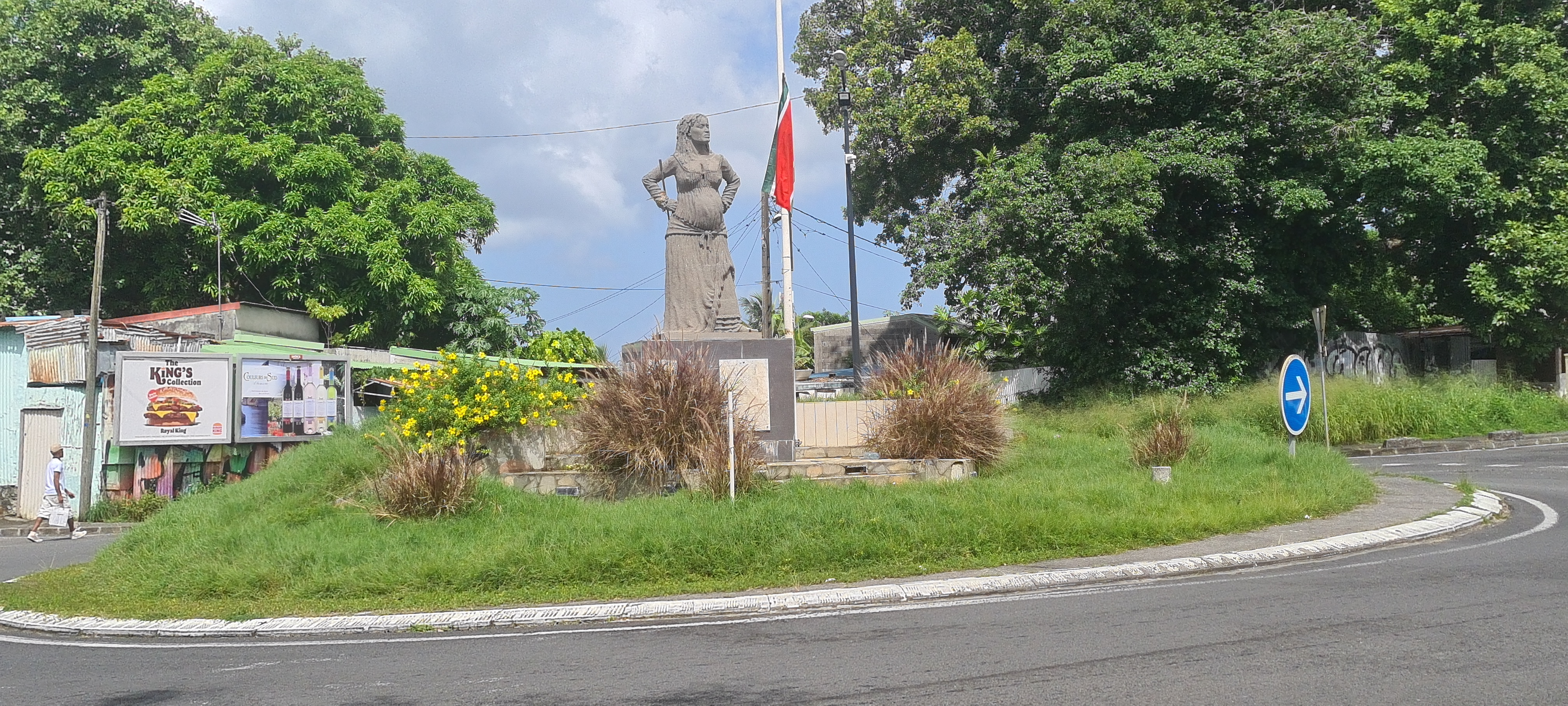
La Mulâtresse Solitude

- Bibliothèque nationale de France: cb12238125z (data)
- Gemeinsame Normdatei: 7625635-2
- Library of Congress Control Number: n85137152
- MusicBrainz: 4ef535e6-f59f-40bf-8a71-292f21b6c8e0
- Nationale Bibliotheek van Israël: 987007562342805171
- Système universitaire de documentation: 031099300
- Virtual International Authority File: 142844596
- WorldCat: E39PBJtcBTKxCQFhfpCxgVpQMP

Les Abymes · Anse-Bertrand · Baie-Mahault · Baillif · Basse-Terre · Bouillante · Capesterre-Belle-Eau · Capesterre-de-Marie-Galante · Deshaies · La Désirade · Le Gosier · Gourbeyre · Goyave · Grand-Bourg · Lamentin · Morne-à-l'Eau · Le Moule · Petit-Bourg · Petit-Canal · Pointe-à-Pitre · Pointe-Noire · Port-Louis · Saint-Claude · Sainte-Anne · Sainte-Rose · Saint-François · Saint-Louis · Terre-de-Bas · Terre-de-Haut · Trois-Rivières · Vieux-Fort · Vieux-Habitants